# 華川郡
華川郡（：／ Hwacheon gun */?）位於大韓民國江原特别自治道北部，北边和朝韩非军事区接壤。
华川郡每年1-2月举行的华川山鳟鱼庆典曾被美国CNN以“冬季七大奇迹”介绍，是与中国哈尔滨冰雪节、日本札幌冰雪节、加拿大魁北克冬季狂欢节并列世界四大冰雪节的韩国达标性冬季庆典。

## 行政區劃
以下為華川郡的下面的分區：
- 華川邑
- 看東面
- 下南面
- 上西面
- 史内面

## 歷史
- 1979年5月1日 - 華川郡由華川面升格而成。